# Tethysbaena aiakos
Espèce
Tethysbaena aiakos est une espèce de crustacés thermosbaenacés de la famille des Monodellidae.

## Distribution
Cette espèce est endémique du Péloponnèse en Grèce. Elle se rencontre dans les eaux souterraines vers Ghiton.

## Description
Le mâle holotype mesure 2 794 µm et la femelle paratype 3 324 µm.

## Publication originale
- Wagner, 1994 : A monographic review of the Thermosbaenacea (Crustacea: Peracarida). A study on their morphology, taxonomy, phylogeny and biogeography. Zoologische Verhandelingen (Leiden), vol. 291, p. 1-338.